# Firewatch
Firewatch (с англ. — «Пожарный дозор») — приключенческая компьютерная игра, разработанная компанией Campo Santo и изданная компанией Panic для платформ Microsoft Windows, OS X, Linux, PlayStation 4 и Nintendo Switch. Это дебютная компьютерная игра для обеих компаний. В центре игры находится Генри, наблюдатель одной из пожарных башен, который сталкивается с последствиями Йеллоустонского пожара 1988 года. Через месяц с ним и его руководительницей Делайлой начинают происходить странные вещи, связанные с заговором, случившимся много лет назад. Генри общается с Делайлой через рацию, при этом игрок может выбирать разные ответы в диалоге. Они также отражают процесс развития отношений Делайлы и Генри.
Разработка игры началась с рисунков Олли Мосса, затем над окружающей средой работала Джейн Ын, которая вдохновлялась рекламой, созданной в рамках агитации Нового курса Рузвельта, созданной службой национальных парков США, а также полевыми исследованиями, проведёнными в Йосемитском национальном парке.
Игра в целом получила положительные оценки со стороны игровых критиков, которые однозначно похвалили Firewatch за её сюжет, диалоги персонажей и визуальный стиль. Тем не менее критике подверглись некоторые технические аспекты игры, а также окончание. Игра получила ряд премий и наград в том числе со стороны Golden Joystick Awards, BAFTA, D.I.C.E. и других.

## Сеттинг
События в Firewatch происходят в Национальном лесу Шошони, в штате Вайоминг в 1989 году. В центре игры находится Генри, наблюдатель одной из пожарных вышек в Национальном лесу Шошони. Отрезанный от населённого мира сотнями миль лесной территории, в окружении книг и с печатной машинкой под рукой, он погружается в долгожданное одиночество. Единственный, кто может его побеспокоить, — начальница Делайла (озвучивает Сисси Джонс), которая поддерживает с ним связь по рации. Игрок при взаимодействии может выбирать один из вариантов ответа, или воздержаться от разговора. Этот выбор оказывает в дальнейшем влияние на тон отношений с Делайлой. Она отправляет нас в лес чтобы разведать, кто запускает фейерверки и нарушает пожарную безопасность. После этого Генри возвращается на свою башню, обнаружив следы взлома и проникновения.

## Сюжет
У Джулии — жены главного героя Генри — диагностируют болезнь Альцгеймера в возрасте 41 года. Вскоре родители Джулии, которые и до этого недолюбливали Генри, забирают её к себе. Генри устраивается наблюдателем одной из пожарных вышек в Национальном лесу Шошони, где он начинает по рации общаться с начальницей и ближайшей коллегой Делайлой.
В первый день они наблюдают фейерверк, и Генри прогоняет двух девушек, купающихся голышом и оставивших на берегу фейерверки, рюкзаки, магнитофон и пустые бутылки пива. По пути обратно Генри находит пещеру, внутри которой запертая дверь. Делайла говорит, что дверь поставили, чтобы никто не лез туда без помощи спасателей, но позже ключ был потерян. Также Генри встречает человека, который светит в него фонарём и убегает. Наконец, Генри обнаруживает, что в вышке все перевёрнуто вверх дном, а окно разбито.

Демонстрация прохождения игры

Днём позже Делайла просит Генри проверить линии передач. Генри находит там те же банки пива, перерезанный кабель и надпись «Иди к черту!» С намерением напугать девушек Генри отправляется по следам и находит рюкзак Брайана Гудвина. Делайла говорит, что не слышала о нём много лет — ранее смотрителем в башне Генри был Нед Гудвин, который был алкоголиком и привёл с собой двенадцатилетнего сына Брайана. Хотя приводить с собой детей и против правил, Делайла закрыла на это глаза, потому что ей понравился Брайан. Генри находит лагерь девушек разграбленным, и записку, где девушки обвиняют его в порче их имущества и сообщают, что идут в полицию. Через некоторое время Делайла сообщает, что девушки пропали и что она не стала писать о них в отчётах, чтобы избежать неприятностей. Кроме того, Генри находит старое объявление о пропавшем без вести и узнаёт, что несколько человек в год действительно пропадают.
Все это время Генри и Делайла сближаются. Делайла говорит, что ни с кем не общается так часто, как с Генри. Генри может рассказать ей о своей жене.
Генри надоедает еда из одних консервов, и он отправляется на рыбалку. По пути находит планшет с записями его разговоров с Делайлой. Он также находит рацию, но, когда он пытается её поднять, его бьют по голове. Когда Генри приходит в себя, он не обнаруживает рядом ни планшета, ни рации. Генри вспоминает о прочитанном в записях названии и идёт на луг, где обнаруживает забор с колючей проволокой и предупреждениями, что забор принадлежит правительству США. Делайла, помимо волнений о странных происшествиях, беспокоится о планшете — кто бы ни украл его, он знает о пропавших девушках и о том, что Делайла не написала о них в отчётах.
Делайла достаёт новые рации. Для этого она обманывает коллег.
Ища подмогу, Генри обнаруживает пожарный топор, используя который он проникает на территорию, огороженную забором. Там Генри обнаруживает оборудование для прослушки и записи о жизни и характере Генри и Делайлы. Делайла предлагает сжечь лагерь, но вскоре они отказываются от этой идеи. Однако, когда Генри возвращается назад, лагерь действительно поджигают.
Вскоре Генри, используя устройство, найденное в лагере, обнаруживает рюкзак с сигнализацией и ключами от двери в пещере. В этот момент Делайла сообщает о фигуре в его вышке. Генри бежит обратно и находит плеер с кассетой, на которой смонтирована запись о том, как они, якобы, собираются сжечь лагерь.
Генри идёт в пещеру, но кто-то захлопывает за ним дверь. Используя другой выход, Генри обнаруживает старый лагерь Брайана и крюки, которые пригодятся при исследовании пещеры. Спустившись на дно пещеры, Генри обнаруживает порванную верёвку и скелет Брайана.
Тем временем лесной пожар достигает опасного состояния, и Делайла сообщает, что скоро за ними прилетит вертолёт. Генри, используя то же устройство, находит другую кассету с обращением Неда на ней. Когда Нед учил Брайана, произошёл несчастный случай и Брайан погиб. Нед не видел смысла предавать случившееся огласке, и выбрал жизнь отшельника. Нед также берёт на себя ответственность за слежку (прослушанные разговоры служили хоть каким-то развлечением, ведь все имевшиеся у Неда книги уже были им прочитаны) и вандализм, а также просит не искать и не вспоминать о нём. Делайла обвиняет Неда в смерти Брайна, а также сообщает, что якобы пропавшие девушки всё это время провели под арестом за угон трактора.
Генри идёт к вышке Делайлы и может попросить её подождать его или пожелать безопасного полёта. Вне зависимости от выбора, Делайла улетает раньше из-за того, что Генри напоминает о Брайане и предлагает встретиться позже. Они также решают никогда не возвращаться в парк. Другой вертолёт приземляется, и Генри улетает. Также есть альтернативная концовка, для этого нужно лишь подождать пару минут и не садиться в вертолёт.

## Разработка
Firewatch стала первой компьютерной игрой Campo Santo, основанной в Сан-Франциско Джейком Родкином и Шоном Ванаманом, которые создали The Walking Dead: The Game, Нельсом Андерсоном, ведущим дизайнером Mark of the Ninja и художником Олли Моссом. Крис Ремо принимал участие во многих аспектах игрового дизайна, а также написал музыку к игре. Разработка началась с рисунков Олли Мосса. Джейн Ын, ведущей художнице окружающей среды в Campo Santo, было поручено перевести рисунки Мосса в трёхмерную модель, сохраняя стиль и художественное видение. Мосс, который ранее был известен прежде всего графическими дизайнами, присоединился к Родкину и Ванаману для основания студии Campo Santo. При создании вышеупомянутых рисунков, Мосс использовал плакаты Службы национальных парков в годы Нового курса. Для этого, в поисках вдохновения, команда отправилась в поход, в Йосемитский национальный парк, где они посетили каланчу, построенную в том же стиле, что и её аналог в видео-игре. Также на игру повлияло то, что её создатели, Ванаман и Андерсон, росли в сельской местности в Вайоминге.

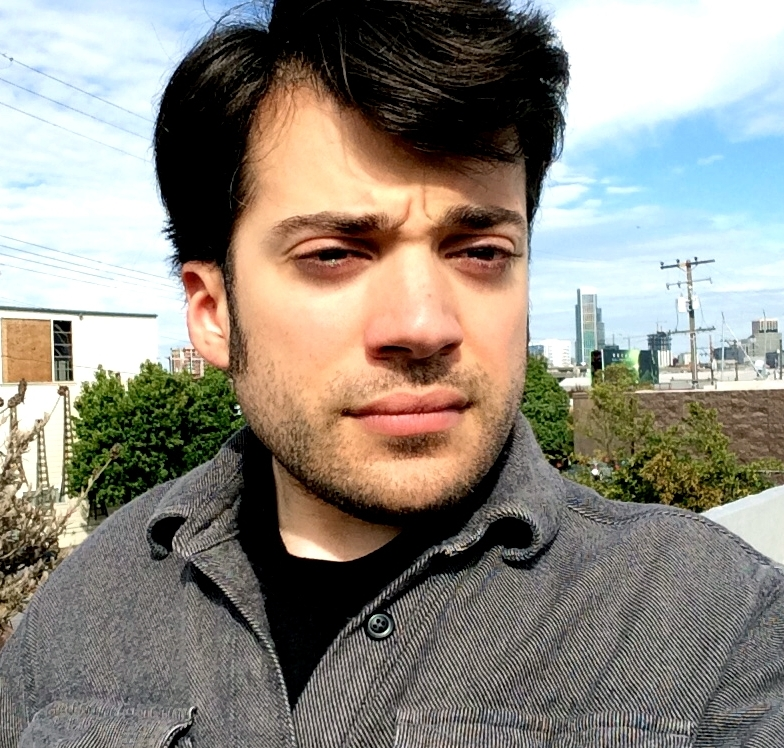
Крис Ремо, один из разработчиков занимался дизайном игры и записывал музыку

Разработка велась на движке Unity. Ын, однако, не была довольна имеющимися инструментами создания деревьев, поэтому вручную смоделировала 23 вида деревьев. которые затем были помещены в игру 4600 раз. Пользовательский шейдер также использовался для создания более стилизованной и упрощённой листвы. Башни пожарной охраны в игре были построены в соответствии с правительственными спецификациями, используя стандартный размер пиломатериалов, после неудачной попытки Ын лично смоделировать башню.
Концепция связи по рации во время прогулки в Firewatch была вдохновлена общением главного героя игры BioShock с Атласом, а также системой диалогов в The Walking Dead. На определённой стадии разработки предполагалось, что главный герой сможет общаться с несколькими не игровыми персонажами, такими как путешественники, но от идеи отказались из-за денежных расходов и требований к расписанию, с которыми работала команда. Команда избегала использования технологии синхронизации губ и в целом старалась минимизировать количество анимации из-за ограниченного размера команды и ресурсов. Разработчики выбрали для озвучивания Сисси Джонс, известную за свою второстепенную роль в «Ходячих мертвецах». Потребовалось больше времени, чтобы найти голосового актёра для Генри, который бы гармонично сочетался с голосом Джонс. Так, их выбор пал на актёра Рича Соммера. Джонс и Соммер записывали свои диалоги в отдельных студиях, но сумели достигнуть лучшего взаимопонимания во время телефонных разговоров.
В вводной главе игры используется трек «Push Play» синтвейв-альбома «Let’s Get Electric» 2014 года Джоя Чана и Нейта Босли, в котором используется синти-поп акт, известный, как Cheap Talk. Для фоновой музыки создатели изначально хотели использовать песню Tell It to My Heart известной актрисы Тейлор Дейн, но Ванаман признался, что песня хотя и была ошеломляющей, стоимость лицензии была непомерно высокой для команды. Так, Ремо принялся искать другую песню в стиле 1980-х годов, но без исполнения известных артистов, так они решили использовать «Push Play». Партитура сочетает в себе электрическую, акустическую гитару и электрическое родес-пиано в качестве замены настоящего пианино. Ремо сам играл на всех инструментах.
Игра была анонсирована в марте 2014 года с ориентировочной датой выпуска в 2015 году. На мероприятии Game Developers Conference Campo Santo провели публичный игровой тест, а Ын организовала панель, посвящённую дизайну и визуальной эстетики игры под названием «The Art of Firewatch». В июне 2015 года разработчики посетили выставку E³ и подтвердили, что они выпустят игру для Playstation 4 в качестве эксклюзива среди консолей. Тем не менее версия для Xbox One была позже выпущена в северной Америке 21 сентября 2016 года с аудио-туром и режимом нелинейного геймплея. Из-за проблем с рейтинговой системой, выход игры в Европе был отложен до 30 сентября, а в Австралии и Новой Зеландии — до 14 октября.
Владельцы гарнитур виртуальной реальности HTC Vive и Oculus Rift могут совершить виртуальную поездку к смотровой башне Генри с помощью приложения Steam. Специально для этого игровая локация была воссоздана на движке Source. Выпуск игры 10 ноября состоялся также с поддержкой PlayStation 4 Pro, с улучшенной производительностью благодаря разрешению 4K и поддержки HDR. Вскоре после этого, для PlayStation 4 Pro и Steam был включён режим бесплатного роуминга. В рамках партнёрского соглашения с издателем Limited Run Games, было выпущено около 10 000 физических копий на PlayStation 4. 4 800 копий были доступны для заказа на веб-сайте Limited Run Games с 16 декабря 2016 года, тогда как остальные 2500 были проданы через онлайн Магазин Campo Santo начиная с 16 января 2017 года В апреле 2018 года Campo Santo объявили о предстоящем выпуске игры на портативных устройствах Nintendo Switch. Позже выяснилось, что порт для Nintendo является сильно оптимизированной версией игры и обновление также будет доступно для других платформ. Кроме того, в версию для Nintendo вошло несколько эксклюзивных расширений. Campo Santo подтвердили через Twitter о дате выхода игры на Nintendo Switch — 17 декабря 2018 года.

## Оценки
| Сводный рейтинг    | Сводный рейтинг                        |
| Агрегатор          | Оценка                                 |
| ------------------ | -------------------------------------- |
| GameRankings       | (PC) 82,54 % (PS4) 76,10 %             |
| Metacritic         | (PC) 81/100 (PS4) 76/100 (XONE) 85/100 |
| Иноязычные издания |                                        |
| Издание            | Оценка                                 |
| Destructoid        | 8/10                                   |
| Game Informer      | 7,75/10                                |
| GameSpot           | 7/10                                   |
| GamesRadar+        | [ 43 ]                                 |
| IGN                | 9,3/10                                 |
| Polygon            | 8,5/10                                 |

Проект был хорошо принят игроками по всему миру и игровой прессой. На Metacritic Firewatch в версии для персональных компьютеров оценили в 81 / 100 баллов на основе 65 рецензий. Российская игровая пресса также недалеко ушла от своих коллег и оценила проект на 80 / 100 на основе 22 рецензий. Пресса отметила подачу сюжета, атмосферу, продуманные диалоги и общую интерактивность происходящего. В течение месяца после выпуска было продано более 500 000 копий игры и более миллиона копий в течение первого года. По состоянию на 2018 год, всего было продано более 2.5 миллионов копий игры на всех платформах.
Стивен Хансен с сайта Destructoid похвалил игровой процесс, основанный на диалоговом дереве, как и сами диалоги и голосовое озвучивание. Самым впечатляющим достижением игры, по заявлению Хансена стала «тематическая сплочённость», которая вращалась вокруг добровольной изоляции. А сам звуковой дизайн вызвал чувство страха, в антураже фильмов Хичкока. Обозревая Firewatch, Джефф Корк с сайта Game Informer заметил, что его «сразу же втянуло в мир игры, отчасти из-за силы её простого текстового вступления, а также из-за новизны участия в чём-то столь обыденном.» Корк также заметил, что его интерактивный диалог, хотя и выглядит простым, но «вдыхает жизнь в игру», и назвал разговоры «естественными» и «увлекательными». Критик также любил исследовать лесную среду, но чувствовал отсутствие удовлетворения из-за окончания.
Скотт Баттерворт с сайта GameSpot заметил, что аналоговые навигационные инструменты в виде ручного компаса и бумажной карты способствуют погружению в игру, но иногда расстраивают. Критик обнаружил, что визуальная красота обстановки способствует более вознаграждающей обстановке исследования и заметил, что звуковой дизайн дополняет глубину атмосферы в игре. Считая развитие персонажей через диалог «смелым» и «достойным восхищения», критик полагал, что это «терпеливое, задумчивое исследование того, как два человека растут, чтобы доверять и заботиться друг о друге». По словам Баттерворта, озвучка была блестящей и насыщенной эмоциональными нюансами, поскольку у него сложилась сильная привязанность к персонажам. Рецензент сайта GamesRadar Джастин Тоуелл описал Firewatch как «один из самых захватывающих развлекательных продуктов, который я когда-либо испытывал». Он высоко оценил озвучивание персонажей, так как оно сумело отлично отразить личность каждого персонажа. Тоуэлл добавил, что музыка, наряду со звуковым оформлением, хорошо работала для усиления атмосферы. Тем не менее, он осудил несколько заметных проблем с непрерывностью, которые оставили его разочарованным.
Райан Маккаффри с сайта IGN похвалил передаваемое с игрой чувство реализма в сеттинге, несмотря на стилизованный дизайн уровней. Он также похвалил сценарий, который дополнял хорошее озвучивание. В своём обзоре Маккаффри заметил, что «Напряжение, страх и забава — иногда они все встречаются в нескольких минутах друг от друга. Не многим играм удаётся сделать подобное». Однако рецензент счёл концовку неоднозначной, учитывая многообещающую и обострённую развязку сюжета. Колин Кэмпбелл с сайта Polygon также высоко оценил представленный юмор, который позволяет проникаться чувствами к персонажам, назвал представленные загадки успешными, а историю — «элегантной» и «сытной». Однако критик раскритиковал окончание игры, посчитав его неудачным.

### Награды
| Год  | Награда                                       | Категория                                              | Итог      | Сслк.         |
| ---- | --------------------------------------------- | ------------------------------------------------------ | --------- | ------------- |
| 2016 | Unity Awards 2016                             | Лучшая настольная/консольная игра                      | Номинация | [ 50 ]        |
| 2016 | Unity Awards 2016                             | Лучший 3D визуальный опыт                              | Победа    | [ 50 ]        |
| 2016 | Golden Joystick Awards 2016                   | Лучшая оригинальная игра                               | Номинация | [ 51 ] [ 52 ] |
| 2016 | Golden Joystick Awards 2016                   | Лучшее повествование                                   | Номинация | [ 51 ] [ 52 ] |
| 2016 | Golden Joystick Awards 2016                   | Лучший визуальный дизайн                               | Номинация | [ 51 ] [ 52 ] |
| 2016 | Golden Joystick Awards 2016                   | Лучшая инди-игра                                       | Победа    | [ 51 ] [ 52 ] |
| 2016 | Golden Joystick Awards 2016                   | PlayStation Игра года                                  | Номинация | [ 51 ] [ 52 ] |
| 2016 | The Game Awards 2016                          | Лучшее повествование                                   | Номинация | [ 53 ]        |
| 2016 | The Game Awards 2016                          | Лучшее художественное направление                      | Номинация | [ 53 ]        |
| 2016 | The Game Awards 2016                          | Лучшее выступление (Сисси Джонс в роли Далилы)         | Номинация | [ 53 ]        |
| 2016 | The Game Awards 2016                          | Лучшее выступление (Рич Соммер в роли Генри)           | Номинация | [ 53 ]        |
| 2016 | The Game Awards 2016                          | Лучшая независимая игра                                | Номинация | [ 53 ]        |
| 2016 | PC Gamer's Best of 2016                       | Лучший сценарий                                        | Победа    | [ 54 ]        |
| 2016 | Giant Bomb's 2016 Game of the Year Awards     | Лучшая музыка                                          | Номинация | [ 55 ]        |
| 2016 | Giant Bomb's 2016 Game of the Year Awards     | Лучшая история                                         | Номинация | [ 56 ]        |
| 2017 | Polygon's Best of 2016                        | Игра года                                              | Победа    | [ 57 ]        |
| 2017 | PlayStation Blog’s Best of 2016               | Лучшая независимая игра                                | Победа    | [ 58 ]        |
| 2017 | D.I.C.E. Awards                               | Выдающиеся достижения в художественном направлении     | Номинация | [ 59 ]        |
| 2017 | D.I.C.E. Awards                               | Выдающееся достижение в персонаже (Делила)             | Номинация | [ 59 ]        |
| 2017 | D.I.C.E. Awards                               | Выдающееся достижение в персонаже (Генри)              | Номинация | [ 59 ]        |
| 2017 | D.I.C.E. Awards                               | Выдающиеся достижения в развитии сюжета                | Номинация | [ 59 ]        |
| 2017 | D.I.C.E. Awards                               | Приключенческая игра года                              | Номинация | [ 59 ]        |
| 2017 | D.I.C.E. Awards                               | D.I.C.E. Sprite Award                                  | Номинация | [ 59 ]        |
| 2017 | Game Developers Choice Awards                 | Премия на инновации                                    | Номинация | [ 60 ] [ 61 ] |
| 2017 | Game Developers Choice Awards                 | Лучший дебют                                           | Победа    | [ 60 ] [ 61 ] |
| 2017 | Game Developers Choice Awards                 | Лучшее повествование                                   | Победа    | [ 60 ] [ 61 ] |
| 2017 | Game Developers Choice Awards                 | Лучший визуальное искусство                            | Номинация | [ 60 ] [ 61 ] |
| 2017 | Game Developers Choice Awards                 | Игра года                                              | Номинация | [ 60 ] [ 61 ] |
| 2017 | NAVGTR Awards                                 | Выступление в главной роли (Сисси Джонс в роли Далилы) | Номинация | [ 62 ]        |
| 2017 | NAVGTR Awards                                 | Выступление в главной роли (Рич Соммер в роли Генри)   | Победа    | [ 62 ]        |
| 2017 | NAVGTR Awards                                 | Драматический сценарий                                 | Победа    | [ 62 ]        |
| 2017 | NAVGTR Awards                                 | Игра, Оригинальное Приключение                         | Победа    | [ 62 ]        |
| 2017 | Премия Британской Академии в области видеоигр | Лучшая игра                                            | Номинация | [ 63 ]        |
| 2017 | Премия Британской Академии в области видеоигр | Дебютная игра                                          | Победа    | [ 63 ]        |
| 2017 | Премия Британской Академии в области видеоигр | Инновации в игре                                       | Номинация | [ 63 ]        |
| 2017 | Премия Британской Академии в области видеоигр | Повествование                                          | Номинация | [ 63 ]        |
| 2017 | Премия Британской Академии в области видеоигр | Оригинальная собственность                             | Номинация | [ 63 ]        |
| 2017 | Премия Британской Академии в области видеоигр | Исполнитель (Сисси Джонс в роли Далилы)                | Победа    | [ 63 ]        |
| 2017 | The Edge Awards 2016                          | Лучший рассказ                                         | Победа    | [ 64 ]        |

### Продажи
Летом 2018 года, благодаря уязвимости в защите Steam Web API, стало известно, что точное количество пользователей сервиса Steam, которые играли в игру хотя бы один раз, составляет 959 053 человека.

## Возможная экранизация
В сентябре 2016 года студией Campo Santo было объявлено о сотрудничестве с кинокомпанией Good Universe, в рамках которой планируется снять фильм по мотивам сценария Firewatch.